# Bandeira de Sorocaba
Bandeira de Sorocaba (a cidade do futuro) é um dos símbolos oficiais do município de Sorocaba, estado de São Paulo. Foi aprovada oficialmente em 30 de janeiro de 1954 sob a lei n° 358, e promulgada em 22 de fevereiro de 1954, pelo prefeito municipal em exercício, Emerenciano Prestes de Barros.

## Descrição
Seu desenho consiste em um retângulo de proporção largura-comprimento de 14:20 dividido na diagonal no seu canto superior esquerdo ao canto inferior direito, sendo o campo superior em amarelo-ouro e o inferior em vermelho, com o brasão municipal ao centro.

## Simbolismo
O amarelo-ouro significa riqueza, a força e a fé dos sorocabanos; enquanto o vermelho simboliza a valorização dos bandeirantes. As duas faces da Bandeira devem ser exatamente iguais, sendo vedado fazer uma face como avesso da outra.
O Brasão da Cidade, ao centro, simboliza todos os aspectos e feitos históricos de Sorocaba nele invocados.